# Stoneham (Maine)
Stoneham ist eine Town im Oxford County des Bundesstaates Maine in den Vereinigten Staaten. Im Jahr 2020 lebten dort 261 Einwohner in 345 Haushalten auf einer Fläche von 89,98 km².

## Geographie
Nach dem United States Census Bureau hat Stoneham eine Gesamtfläche von 89,98 km², von der 87,62 km² Land sind und 2,36 km² aus Gewässern bestehen.

### Geographische Lage
Stoneham liegt im Westen des Oxford Countys. Ein großer Teil des Gebietes von Stoneham gehört zum White Mountain National Forest und befindet sich im östlichen Teil des National Forest. In diesem Gebiet befinden sich der Horseshoe Pond, Shell Pond und der Virginia Lake. Weiter südlich, außerhalb des National Forest, liegt der Keewaydin Lake. Der Mill Brook fließt in südlicher Richtung durch die Town. Die Oberfläche des Gebietes ist hügelig, die höchste Erhebung ist der 880 m hohe Speckled Mountain.

### Nachbargemeinden
Alle Entfernungen sind als Luftlinien zwischen den offiziellen Koordinaten der Orte aus der Volkszählung 2010 angegeben.
- Norden und Osten: South Oxford, Unorganized Territory, 38,6 km
- Südosten: Waterford, 14,0 km
- Süden: Lovell, 7,9 km
- Westen: Stow, 10,3 km

### Stadtgliederung
In Stoneham gibt es drei Siedlungsgebiete: Bartlettboro, East Stoneham und Gammon City.

### Klima
Die mittlere Durchschnittstemperatur in Stoneham liegt zwischen −7,8 °C (18 °F) im Januar und 20,6 °C (69 °F) im Juli. Damit ist der Ort gegenüber dem langjährigen Mittel Maines um etwa 2 Grad kühler. Die Schneefälle zwischen Oktober und Mai liegen mit deutlich mehr als zwei Metern (bei einem Spitzenwert im Januar von knapp 50 cm) ungefähr doppelt so hoch wie die mittlere Schneehöhe in den USA. Die tägliche Sonnenscheindauer liegt am unteren Rand des Wertespektrums der USA.

## Geschichte
Stoneham wurde am 31. Januar 1834 aus Teilen der Fryeburg Academy Grant Plantation und des Batchelders Grant als Town organisiert. Im Jahr 1841 wurde Stoneham in Usher umbenannt, aber bereits 1843 zurück in Stoneham.
Im Songo Pond Quarry in Stoneham wird Aquamarin gefunden, im Steinbruch Lord Hill Beryllonit und Hydroxylherderit.

### Einwohnerentwicklung
| Volkszählungsergebnisse – Town of Stoneham, Maine | Volkszählungsergebnisse – Town of Stoneham, Maine | Volkszählungsergebnisse – Town of Stoneham, Maine | Volkszählungsergebnisse – Town of Stoneham, Maine | Volkszählungsergebnisse – Town of Stoneham, Maine | Volkszählungsergebnisse – Town of Stoneham, Maine | Volkszählungsergebnisse – Town of Stoneham, Maine | Volkszählungsergebnisse – Town of Stoneham, Maine | Volkszählungsergebnisse – Town of Stoneham, Maine | Volkszählungsergebnisse – Town of Stoneham, Maine | Volkszählungsergebnisse – Town of Stoneham, Maine |
| Jahr                                              | 1800                                              | 1810                                              | 1820                                              | 1830                                              | 1840                                              | 1850                                              | 1860                                              | 1870                                              | 1880                                              | 1890                                              |
| ------------------------------------------------- | ------------------------------------------------- | ------------------------------------------------- | ------------------------------------------------- | ------------------------------------------------- | ------------------------------------------------- | ------------------------------------------------- | ------------------------------------------------- | ------------------------------------------------- | ------------------------------------------------- | ------------------------------------------------- |
| Einwohner                                         |                                                   |                                                   |                                                   |                                                   | 313                                               | 484                                               | 463                                               | 425                                               | 475                                               | 322                                               |
| Jahr                                              | 1900                                              | 1910                                              | 1920                                              | 1930                                              | 1940                                              | 1950                                              | 1960                                              | 1970                                              | 1980                                              | 1990                                              |
| Einwohner                                         | 284                                               | 253                                               | 196                                               | 164                                               | 238                                               | 216                                               | 182                                               | 160                                               | 204                                               | 224                                               |
| Jahr                                              | 2000                                              | 2010                                              | 2020                                              | 2030                                              | 2040                                              | 2050                                              | 2060                                              | 2070                                              | 2080                                              | 2090                                              |
| Einwohner                                         | 255                                               | 236                                               | 261                                               |                                                   |                                                   |                                                   |                                                   |                                                   |                                                   |                                                   |

## Wirtschaft und Infrastruktur

### Verkehr
Die Maine State Route 5 verläuft in westöstlicher Richtung durch Stoneham.

### Öffentliche Einrichtungen
In Stoneham gibt es kein eigenes Krankenhaus und keine medizinische Einrichtung. Die nächstgelegenen Einrichtungen befinden sich in Bridgton, Norway, West Paris und South Paris.
Die nächstgelegene Bücherei für die Bewohner von Stoneham befindet sich in Lovell.

### Bildung
Stoneham gehört zusammen mit Brownfield, Denmark, Fryeburg, Lovell, Sweden und Stow zum Maine School Administrative District 72.
Im Schulbezirk werden folgende Schulen angeboten:
- Molly Ockett School in Fryeburg, mit den Schulklassen Kindergarten bis 8. Schuljahr
- Brownfield Denmark Elementary School in Denmark, mit den Schulklassen Kindergarten bis 4. Schuljahr
- New Suncook Elementary School in Lowell, mit den Schulklassen Kindergarten bis 4. Schuljahr